# Cymbopetalum alkekengi
Cymbopetalum alkekengi N.A.Murray – gatunek rośliny z rodziny flaszowcowatych (Annonaceae Juss.). Występuje naturalnie w Peru oraz Brazylii (w stanie Amazonas). 

## Morfologia
PokrójZimozielone drzewo dorastające do 4 m wysokości.
LiścieMają kształt od odwrotnie owalnego do eliptycznego. Pokryte są brodawkami.
OwoceMieszki o żółtej barwie.

## Biologia i ekologia
Rośnie w lasach pierwotnych.